# Baturité (kommun)
Baturité är en kommun i Brasilien.   Den ligger i delstaten Ceará, i den östra delen av landet, 1 600 kilometer nordost om huvudstaden Brasília. Antalet invånare är 33 326. Arean är 309 kvadratkilometer.
Terrängen i Baturité är kuperad åt nordväst, men åt sydost är den platt.
Följande samhällen finns i Baturité:
- Baturité

Omgivningarna runt Baturité är huvudsakligen savann. Runt Baturité är det ganska tätbefolkat, med 111 invånare per kvadratkilometer.